# فدراسیون بسکتبال آلمان
فدراسیون بسکتبال آلمان (آلمانی: Deutscher Basketball Bund) نهاد اداره کننده ورزش بسکتبال در کشور آلمان است. این فدراسیون که در سال ۱۹۴۹ تاسیس شده مقر آن در شهر هاگن قرار دارد.